# Goundi (Réo)
Pour les articles homonymes, voir Goundi.
Goundi est une commune rurale située dans le département de Réo de la province de Sanguié dans la région du Centre-Ouest au Burkina Faso.

## Géographie
La commune est traversée par la route nationale 14.

## Démographie
| 2003  | 2006  | 2012 |
| ----- | ----- | ---- |
| 5 545 | 5 177 | -    |

## Éducation et santé
Goundi accueille un centre de santé et de promotion sociale (CSPS) tandis que le centre médical avec antenne chirurgicale (CMA) se trouve à Réo.